# Ich schau’ dich an
"Ich schau’ dich an" é uma música da banda bávara Spider Murphy Gang gravada em 1982, a qual foi adicionada ao Neue Deutsche Welle. É uma composição do cantor e baixista da banda Günther Sigl. A canção descreve uma visita a um peep show. "Ich schau’ dich an" foi lançada no terceiro álbum da banda intitulado Tutti Frutti e relançada como single. O single alcançou o quinto lugar nas paradas alemãs.[carece de fontes?]
A música foi sucesso no Brasil ao ser lançada na trilha sonora internacional da novela Louco Amor.